# Fuertes del Hacho
Los Fuertes del Hacho son un conjunto de fortificaciones, fuertes, baluartes, baterías, vigías,  puestos de guardia y garitones situadas en el Monte Hacho de Ceuta que lo bordean en las zonas costeras, tanto a ras del mar, en la playa, como a bastante altura sobre el nivel del mar, en los acantilados.

## Historia
Fueron construidas en su mayoría en el siglo XVIII, para proteger el Monte Hacho de ataques por mar.

## Descripción
Empezando por el norte, la Puerta de San Amaro del Lazareto, el Fuerte de San Amaro, el Vigía de Torremocha, el Vigía de la Punta del Chiclón, el Vigía de la Punta de los Atravesados, Batería y Cuerpo de Guardia de Pino Gordo, el Vigía de la Punta del Sauciño, la Batería y Cuerpo de Guardia del Sauciño, la Batería de Santa Catalina, el Garitón de Santa Catalina, el Garitón o Cuerpo de Guardia de las Cuevas, el Fortín y Batería de Punta Almina, la Atalaya del Palmar, el Fuerte del Desnarigado, construido en el siglo XIX, de estilo neomedieval y desde los años 80 Museo Militar, con el Reducto Antiguo y el Reducto Nuevo, la Batería y Cuerpo de Guardia de la Torrecilla, el Garitón de Alfonso Díaz, el Fortín de la Palmera, el Portillo de Fuentecubierta, el Fortín del Quemadero, el Fuerte del Sarchal, unido con el Fuerte del Desnarigado por medio camino cubierto y la Batería del Rastrillo Nuevo.